# Amatepec, Veracruz
Amatepec är en ort i Mexiko.   Den ligger i kommunen Zongolica och delstaten Veracruz, i den sydöstra delen av landet, 250 km öster om huvudstaden Mexico City. Amatepec ligger 728 meter över havet och antalet invånare är 436.
Terrängen runt Amatepec är bergig västerut, men österut är den kuperad. Runt Amatepec är det ganska tätbefolkat, med 222 invånare per kvadratkilometer. Närmaste större samhälle är Zongolica, 11,1 km nordväst om Amatepec. I omgivningarna runt Amatepec växer i huvudsak städsegrön lövskog.